# Traversée de Paris des condamnés à mort sous la Révolution française
 (juillet 2015).
 (août 2020).
Si vous disposez d'ouvrages ou d'articles de référence ou si vous connaissez des sites web de qualité traitant du thème abordé ici, merci de compléter l'article en donnant les références utiles à sa vérifiabilité et en les liant à la section « Notes et références ».
 (août 2020).
- Si vous ne connaissez pas le sujet, laissez ce bandeau (vous pouvez alors contacter les auteurs).
- Si vous supprimez le contenu mis en cause (vous pouvez préalablement contacter les auteurs),

argumentez précisément cette suppression dans la page de discussion
(un manque de référence n'est pas un argument ; une recherche réelle de référence doit avoir été effectuée, être formellement documentée).

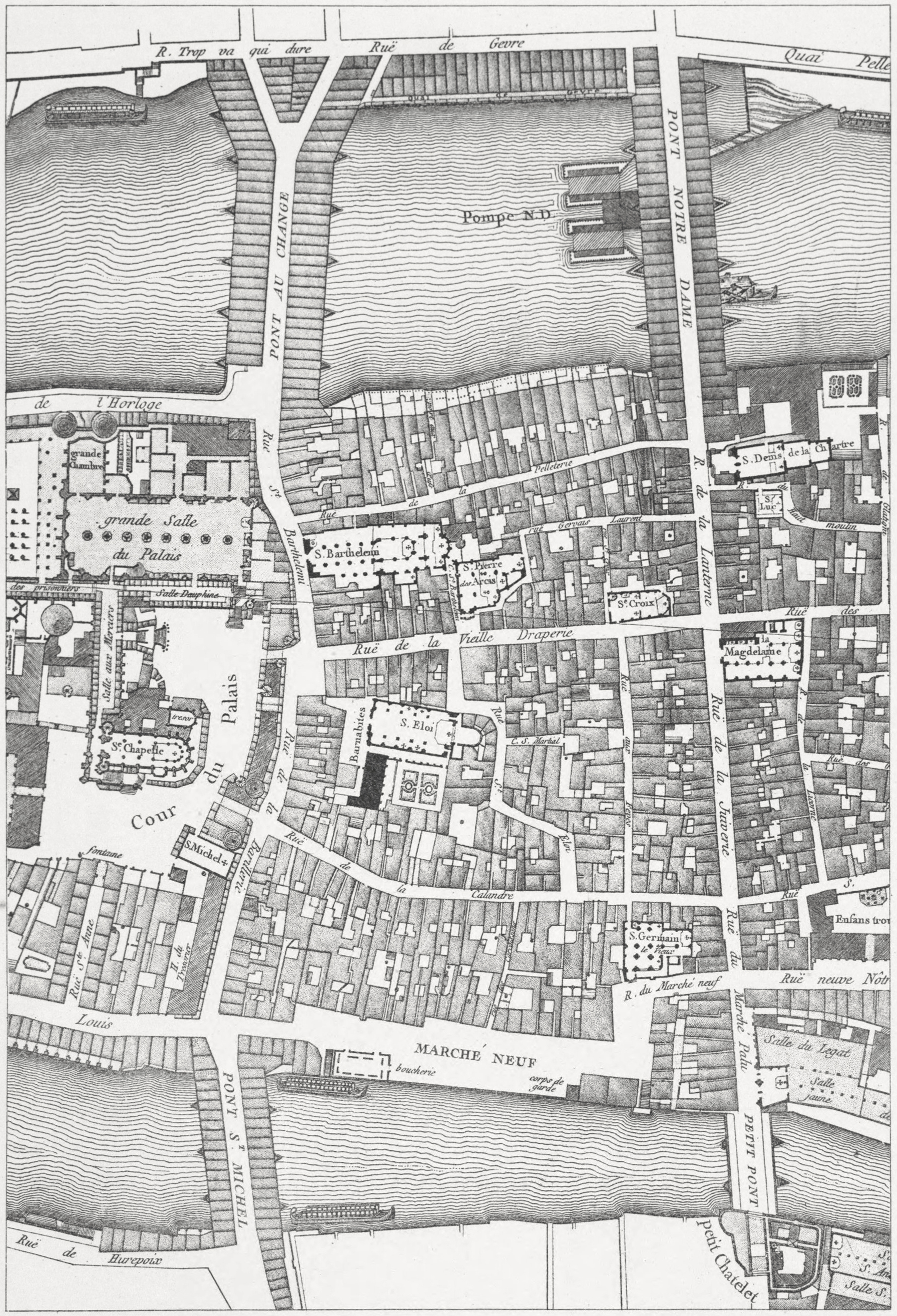
Début du parcours, du palais de Justice au pont au Change (plan de 1754)

La Traversée de Paris des condamnés à mort sous la Révolution française est un itinéraire parisien  parcouru par les charrettes qui emmènent les victimes de la Terreur condamnées à la peine capitale par le tribunal révolutionnaire à partir de la prison de la Conciergerie sur le lieu de leur exécution. La Guillotine ayant été plusieurs fois déplacée, le parcours varie au fil du temps.

## Le départ de la Conciergerie

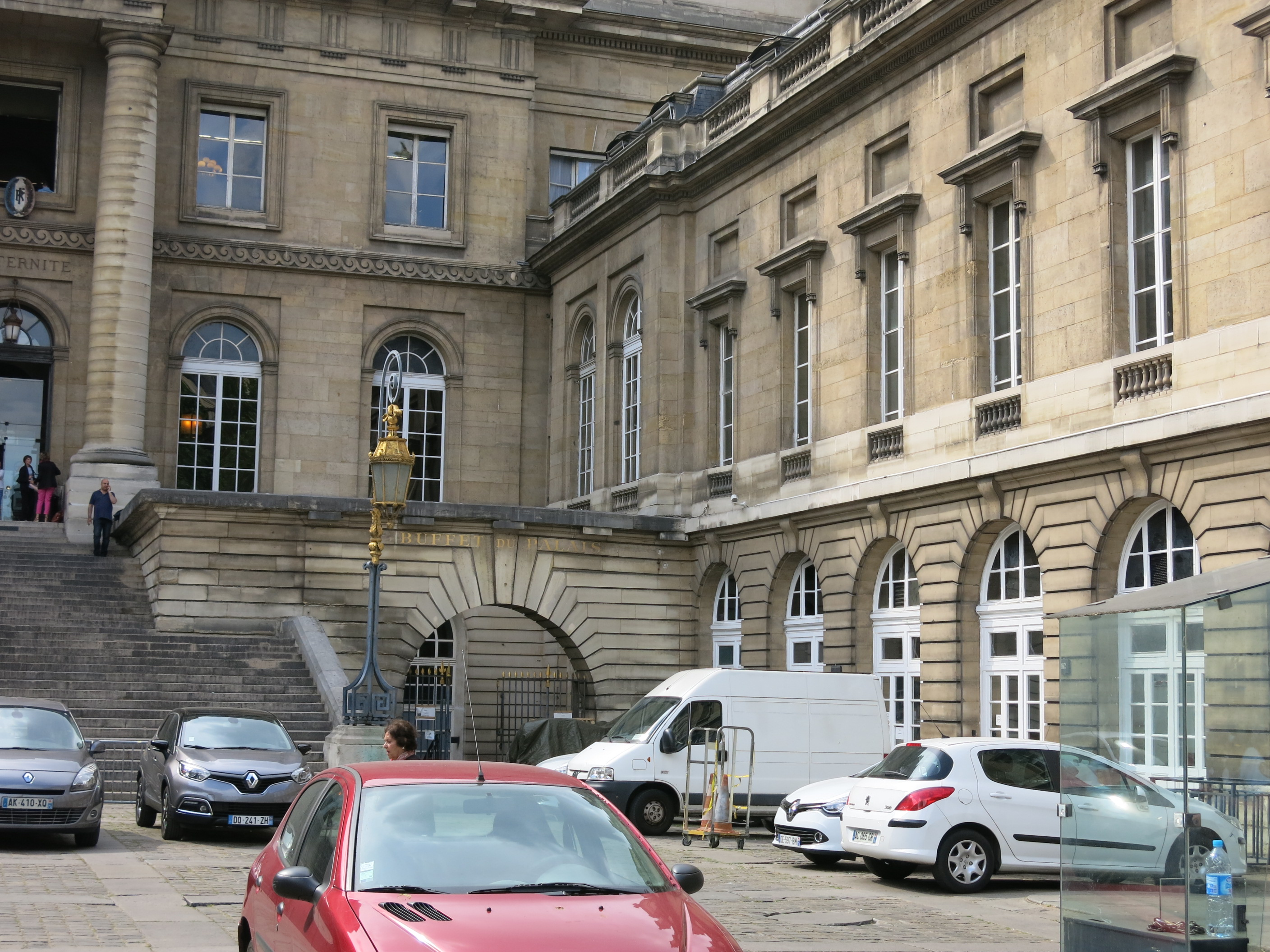
Arcade de la cour du Mai. Ancienne sortie des condamnés, photographiée en 2015

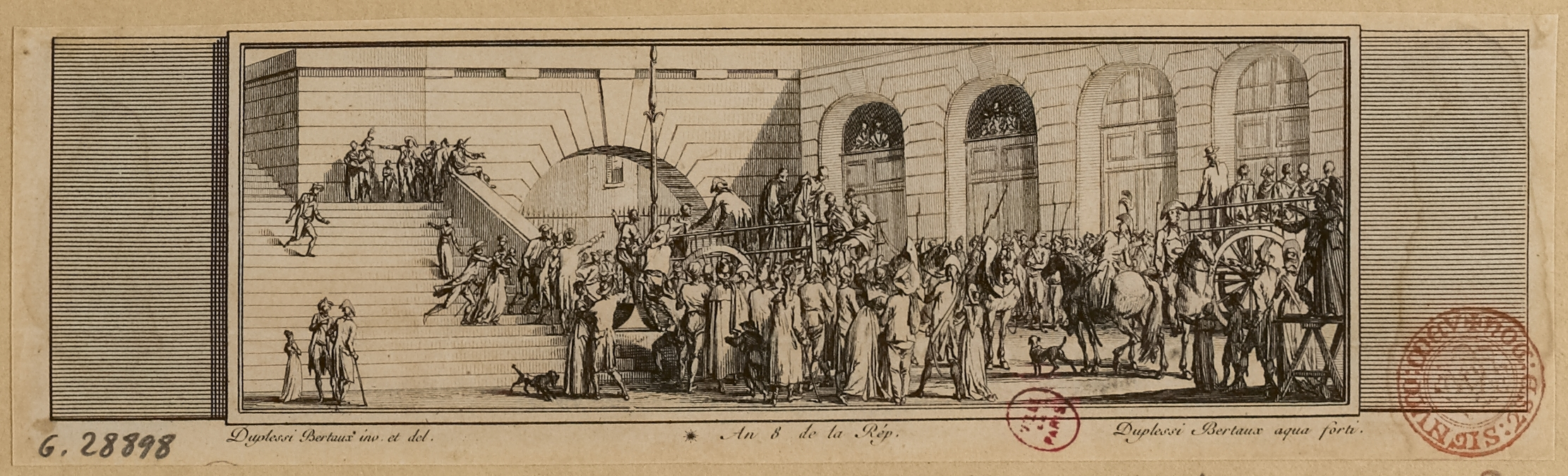
Charrettes des condamnés stationnant dans la cour du Mai le 31 octobre 1793 pour emmener les Girondins au supplice. La guillotine se dressait alors sur la place de la Révolution (place de la Concorde).

La prison de la Conciergerie est située au sein même du palais de Justice de Paris près du tribunal révolutionnaire. Avant 1826, la sortie s'effectue par un escalier montant du sous-sol vers la porte d'une petite cour, puis par une arcade — encore visible à droite du grand perron — qui donne passage, dans l'enceinte du palais, à la cour dite cour du Mai.
Les charrettes sont stationnées au pied du palais, dans la cour du Mai, au plus proche de l'arcade. Les condamnés sortent à l'appel de leur nom, et montent ou sont hissés dans les voitures qui quittent l'enceinte du palais par la porte faisant face à la rue de la Vieille-Draperie et empruntent la rue Saint-Barthélémy (boulevard du Palais) en direction du nord jusqu'au pont au Change.
À partir de l'extrémité nord du pont, les traversées prennent des chemins différents en fonction du lieu à atteindre.

## Le parcours vers la place du Trône-Renversé (place de la Nation)
La traversée de Paris, commence par le pont au Change, le quai de Gesvres, la place de Grève (aujourd'hui place de l'Hôtel-de-Ville) et la rue Saint-Antoine. Pour parvenir jusqu'à la barrière du Trône. 
Il passe devant l'église Saint-Paul, les charrettes parviennent à la porte Saint-Antoine et débouchent sur la place du Trône. À la droite s'élève la guillotine.

## Dernier parcours des corps

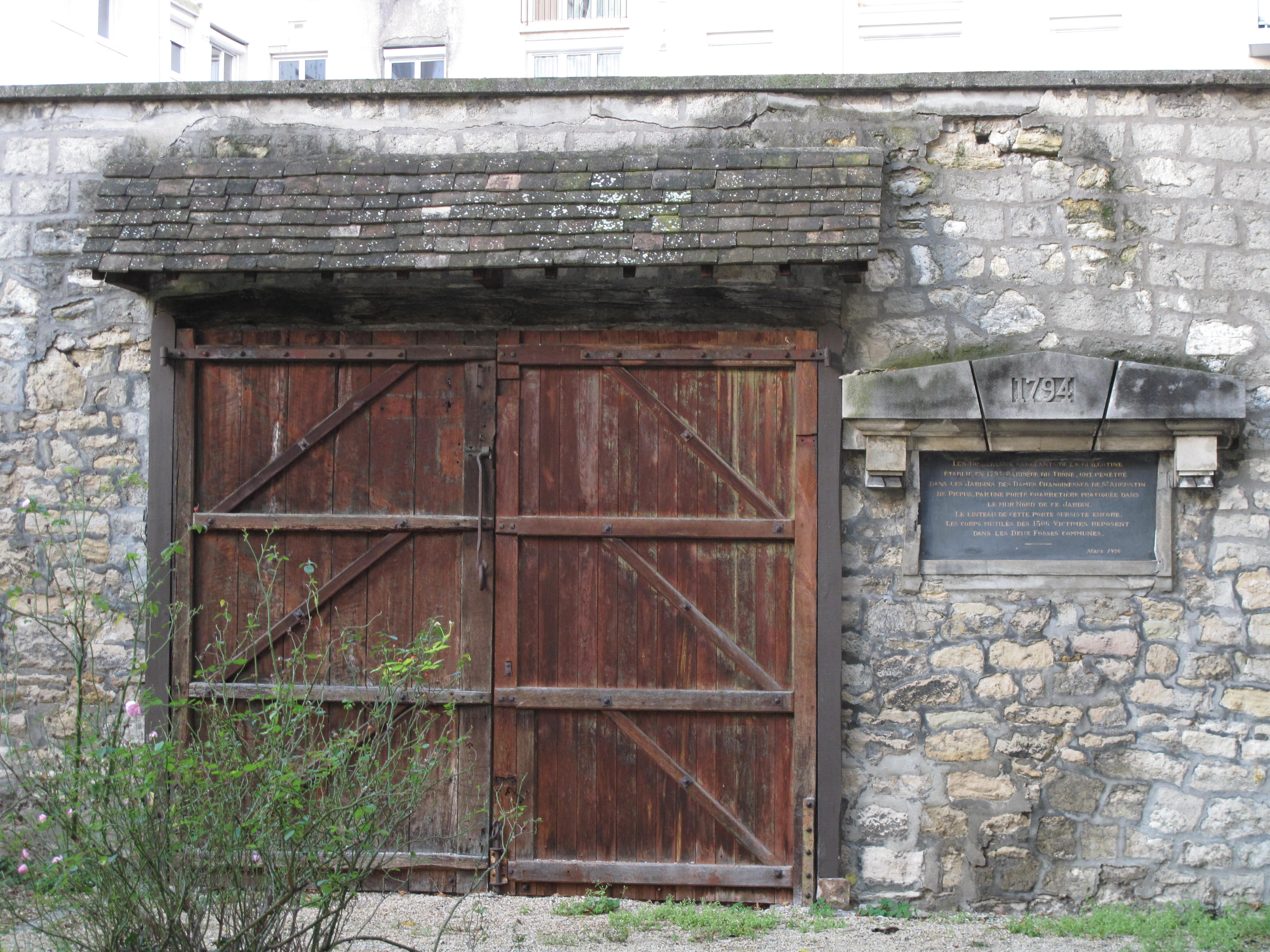
La porte charretière par laquelle les tombereaux entraient dans le cimetière de Picpus

Au départ de la place du Trône-Renversé, la nuit, la voiture longe l'avenue Saint-Mandé, puis rejoint la porte charretière du cimetière de Picpus. La porte est  verrouillée derrière le passage du tombereau.
Commence alors la récupération des vêtements des condamnés. Les cadavres sont déshabillés, et on jette les corps dans les fosses communes. Les scribes de la République font l'inventaire des habits récupérés au profit de la Nation. En effet, dans un premier temps, ceux-ci servaient de pourboire aux exécuteurs mais, le nombre des exécutés augmentant de jour en jour, il est décidé que les hospices seront désormais les destinataires des effets des victimes. 

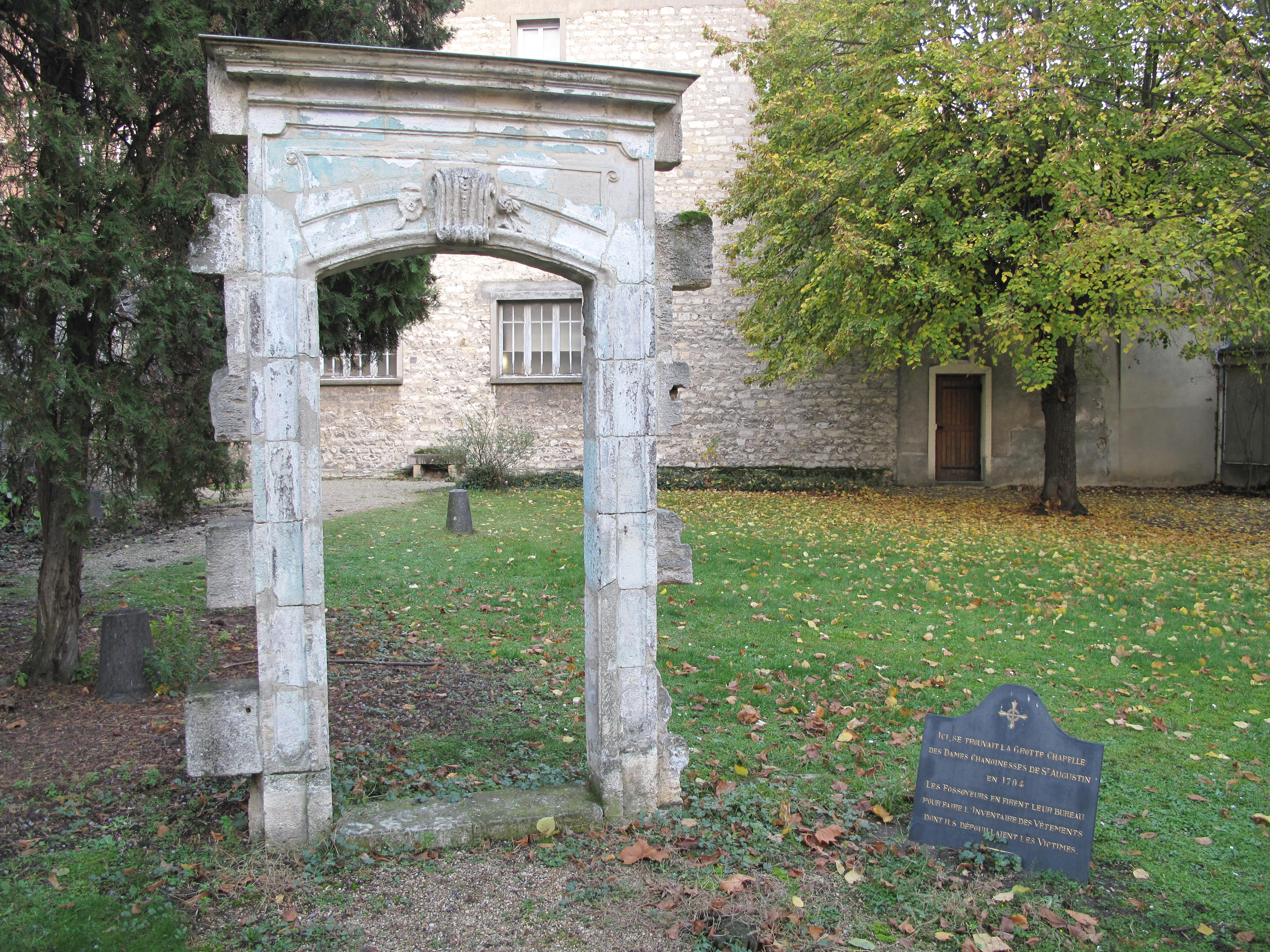
Les restes de la porte de la chapelle qui tenait lieu de bureau

Les scribes se plaignent d'ailleurs de ne pouvoir remplir leur office dans des conditions satisfaisantes. Ils adressent des réclamations pour que soient remis des carreaux à la chapelle qui leur sert de bureau, car le vent éteint les chandelles et quand il pleut, on pourrait oublier de transcrire le nombre exact de redingotes, « ce qui serait une perte pour la Nation de plus de 100 livres par habit… »